# Ашшурнацирапал II
Ашшурнацирапа́л II (аккад. «Ашшур храни наследника»; Ашшур-насир-пал II) — царь Ассирии приблизительно в 884—859 годах до н. э.
Сын Тукульти-Нинурты II, Ашшурнацирапал II был выдающимся полководцем и дипломатом, чрезвычайно методичным и безжалостным в достижении поставленной цели.

## Биография

### Расширение восточных и северных владений

#### Первый поход
Уже в первый год своего правления (ок. 883 года до н. э.) Ашшурнацирапал II предпринял поход в страну Тумме, где занял укреплённый город Либе и ещё несколько поселений. Жители из захваченных селений бежали на крутую гору. Ассирийцы последовали за ними. В прошедшем сражении 200 неприятельских воинов пало, и много было захвачено в плен. После этого ассирийцы продолжили свой поход в страну Киррури, расположенную в бассейне Большой Заб, где они угнали скот, а также захватили медные сосуды и большое количество вина. Соседние горные округа Симеси, Симера, Ульманиа (возможно то же, что и Эламуниа), Адауш, Харга и Хармаса не только принесли дань, но и были обложены повинностями в пользу Ассирии.
Когда Ашшурнацирапал II находился в Киррури, ему доставили дань гильзанцы и хубушкийцы в виде лошадей, серебра, золота, свинца и бронзы. Из Киррури ассирийцы направились в страну внутреннюю Хабхи через перевал города Хулун. Поселения Хатту, Хатару, Ништун, Ирбиди, Меткиа, Арцаниа, Тэла, Харуа, были захвачены и сожжены. Население укрылось на горе, расположенной напротив Ништуна. Ассирийцы взяли приступом гору. 260 неприятельских воинов пало в этом сражении. Ашшурнацирапал приказал отрубить им головы и сложить их в кучу. Бубу, сын Бубы (начальник поселения Ништун) попал в плен и был отправлен в Арбелу, где с него живьём содрали кожу. В честь этих побед Ашшурнацирапал приказал установить свою статую с записями на горе Эку в городе Ашшурнацирапала (местоположение этого города не ясно).

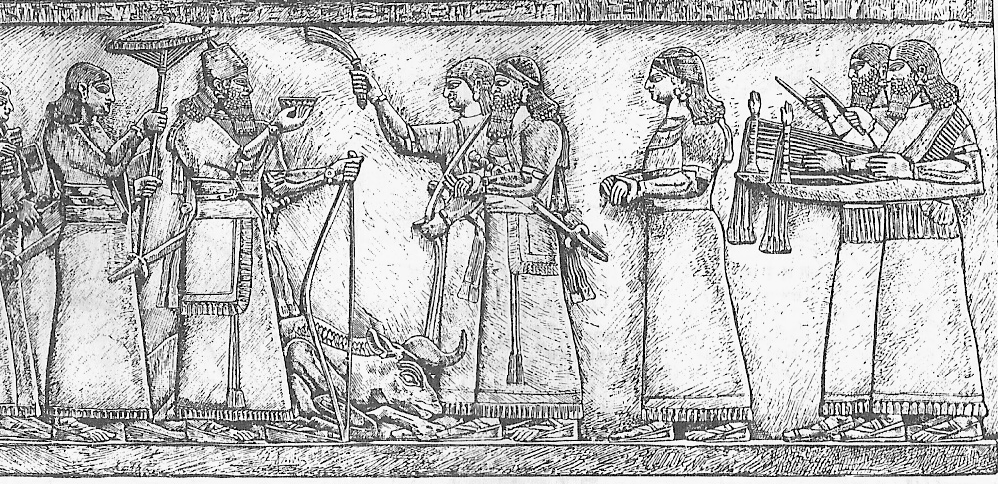
Ритуальная встреча ассирийского царя Ашшурнацирапала II после удачной охоты (Лувр)

В том же году 24 абу (июль-август) Ашшурнацирапал II предпринял ещё один поход. Ассирийское войско выступило из Ниневии и взяло направление на север в горы Нибур (совр. Джуди-даг на лев. берегу Тигра против Дже-зирен-ибн-Омара) и Пацата. Города Аткун (тоже что Уаткун, урартск. Аткана), Ушху (совр. деревня Шах в 12 км восточнее Джезирет-ибн-Омара), Пилази и 20 окрестных поселений были захвачены и сожжены. Затем ассирийцы переправились через Тигр и вступили в страну Кадмухе. Кадмухе и страна Мушки принесли дань: бронзовые сосуды, крупный и мелкий рогатый скот, вино. Из Кадмухе ассирийцы повернули на юг и вступили в долину р. Хабур, где против Ассирии восстало арамейское вассальное княжество Бит-Хадиппи. Бит-Хадиппи поддерживало другое арамейское княжество Бит-Адини. Ашшурнацирапал одержал победу над союзниками, и массовыми страшными казнями, а также посадив ассирийского наместника в Бит-Хадиппи, водворил спокойствие.

#### Подавление восстания Хулая
В 882 году до н. э. Ашшурнацирапал II предпринял свой второй поход, на этот раз на северо-запад, к истокам Тигра, в южные окраины страны Наири. Поход начался с вести, что ассириец Хулай, начальник поселения Халзилуха («укрепление Элуха», вероятно, то же что Элухат) восстал и пошёл на Дамдамусу — резиденцию наместника. Ассирийская колония Элухат была основана ещё Салманасаром I, но спустя 400 лет ассимилировавшиеся в среде хурритов потомки ассирийских колонистов взбунтовались против новой администрации Ашшурнацирапала.
Ассирийское войско немедленно выступило для подавления восстания и двинулось вверх по Тигру. Недалеко от истоков Тигра, у реки Субнат, где были высечены изображения Тиглатпаласара I и Тукульти-Нинурты II, Ашшурнацирапал II приказал увековечить в камне и себя. После чего ассирийцы повернули на юг и вторглись в страну Ицалла (Цалла), расположенную в верховьях реки Хабур, между современными Мардином, Урсрой и Диярбакыром и получили там крупный и мелкий рогатый скот, вино и т. д. Затем войско Ашшурнацирапала перевалило через горы Кашийари и подошло к Кинабу — укреплённому городу Хулая.
В прошедшем сражении ассирийцы убили 600 мятежников и взяли в плен 3000 человек, которых Ашшурнацирапал II приказал всех сжечь в огне, как он сам говорит в своей надписи «не оставив ни одного из них как заложника». Так же были сожжены и попавшие в руки ассирийцев дети. Хулай, взятый в плен, был отправлен в Дамдамусу, где с него живьём была содрана кожа. Город Кинабу был сожжён, после чего ассирийцы захватили расположенный в его окрестностях город Мариру, причём 50 его защитников пало, а 200 взятых в плен также были сожжены. Таким образом, военный террор применялся не только для подавления завоёванных народов, но распространялся и на самих ассирийцев.

#### Создание новой провинции
Подавив мятеж Хулая, ассирийцы продолжили поход. Во время сражения в степи было разгромлено войско страны Нирбу (букв. «Перевал», где-то у верховьев Тигра) и 332 неприятельских воина пало в сражении. Жители страны Нирбу укрылись в хорошо укреплённом, обнесённом тремя стенами городе Тэла. Ашшурнацирапал II осадил этот город. 3000 защитников Тэла пало, ассирийцы захватили многочисленных пленных и одних сожгли в огне, другим отрубили кисти и пальцы, а третьим отрезали носы, уши и ослепили. Напротив города он приказал соорудить одну башню из живых людей, а другую из отрубленных голов, головы также были развешены на колах и вокруг всего города, а дети, захваченные ассирийцами, были сожжены на кострах. Сам город Тэла, а также и все поселения в округе, были разрушены и сожжены.
Захваченные земли были сведены в новую провинцию с центром в Тушхане (совр. Карх на Верхнем Тигре). Ашшурнацирапал II приказал заново выстроить стены этого города и заселил его обедневшими ассирийцами. Находясь в Тушхане, Ашшурнацирапал принял дань Аммебалы царя Бит-Замани, Анхите царя Шуприи, Лаптуру, сына Тубусу царя Нирдуна, от страны Внутренней Уруму и царей стран Наири: колесницы, кони, мулы, серебро, золото, бронзовые сосуды, крупный и мелкий рогатый скот, вино.
При возвращении из стран Наири ассирийцам вновь пришлось подавлять мятеж населения Нирбу. Жители 9 городов укрылись в городе Ишпилибрии (возможно, принадлежал Ицалле). Однако Ашшурнацирапал II их разгромил и по своему обыкновению сложил кучу из отрубленных голов напротив города, а детей приказал сжечь на кострах. Затем, пройдя через страну Хабху, где покорили ряд поселений, ассирийцы вышли к городу Ардуна. Здесь Ашшурнацирапал получил дань от царя Бит-Йахири Ахираму, цаллайцев (Ицалла) Бит Бахиани, хеттов и царей Ханигальбата: серебро, золото, свинец, бронзовые сосуды, крупный и мелкий рогатый скот, лошадей.

#### Захват Замуа

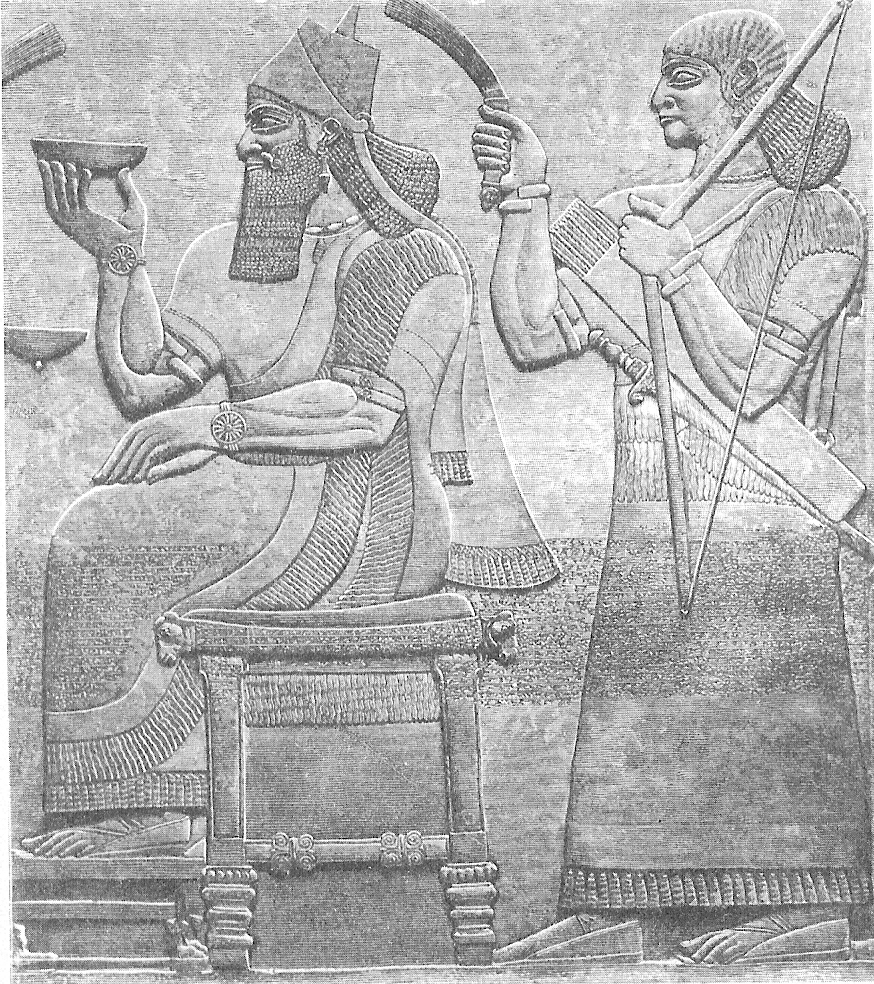
Ашшурнацирапал II на троне

В 881 году до н. э. ассирийцы выступили на восток, в страну Замуа (между верховьями М. Заба и Диялы). Там правитель округа Дагар Нур-Адад объединил вокруг себя всё Замуа, и его войско воздвигало стену, преграждающую перевал Бабите (совр. Дербенд-и-Базиап). Однако Ашшурнацирапал II, по-видимому, не дав Нур-Ададу закончить работы, превосходящими силами прорвал заслон и проник в центр Замуа. Нур-Адад укрылся в горах.
Ассирийский царь дошёл до горы Нисир (лулубейское Кинип), по дороге разгромив три маленьких замуанских царства: царство Нур-Адада Дагару, царство Мусасины с центром в крепости Бунаси и царство Киртиары с центральной крепостью Ларбуса. После него царьки Замуа прекратили сопротивление. Ашшурнацирапал II оставил их на престолах, но включил эти завоёванные царства в созданную им ассирийскую провинцию, обложив население тяжёлой данью и, помимо этого, ввёл здесь обычные ассирийские натуральные налоги и строительные повинности. В анналах говорится, что когда Ашшурнацирапал находился в Замуа, ему принесли дань худунцы, хубушкийцы, хартишейцы и гильщанцы.
В следующем 880 году до н. э. два южно-замуанских царька Амека и Араштуа не уплатили дани и четвёртый поход Ашшурнацирапала II вновь был направлен в Замуа. Желая предупредить военные приготовления замуанцев, ассирийский царь двинулся в поход с одной конницей и колесницами. Ассирийцы взяли штурмом Аммали, крепость Араштуа на восточном берегу Диялы, и начали погром не только царства Араштуа, но и соседних царств Киртиары, Сабини и Мусасины до перевалов Хашмара. Лишь Дагара отделалась принесением дани. В остальных округах население стиралось с лица земли: взрослые уводились в рабство, дети сжигались на кострах.
Затем ассирийское войско двинулось на царство Амеки. Амека и его люди укрылись в горах, но ассирийцам удалось захватить в его крепости Замру и других брошенных поселениях большое количество разного имущества. Поход затем был продолжен в царство некого Аты, не имевшего к сопротивлению замуанцев никакого отношения. Это царство лежало на северных склонах гор Нишпу, севернее Дагара. Оно подверглось такому же разгрому, как и остальные. Помимо замуанских царств дань ассир. царю прислали царьки Гильзана, Хубушкии и Касситской крепости Хартиш. Затем он восстановил принадлежавшую когда-то касситам крепость Атлила, сделав её центром сбора натурального налога с новообразованной провинции и складом фуража и продовольствия для дальнейших походов на восток.

#### Расширение северных владений

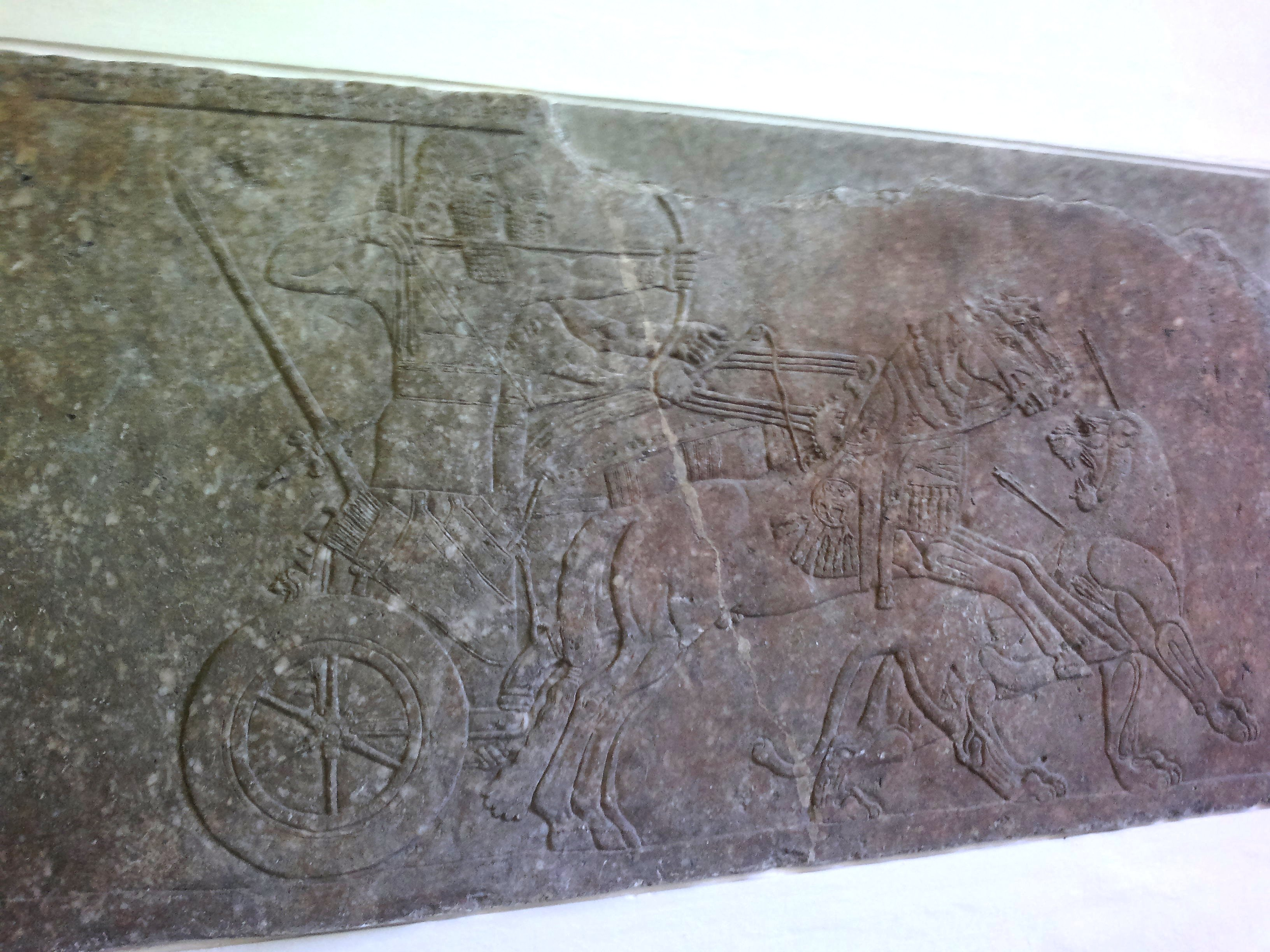
Рельеф с изображением охоты на льва. Нимруд, период царствования Ашшурнацирапала II. Пергамский музей в Берлине

1 симану (май — июнь) 879 года до н. э. Ашшурнацирапал II предпринял свой 5-й поход, и снова на северо-запад к истокам Тигра. Первоначально он направился в Кадмухе и вскоре вступил в столицу этой провинции г. Тулуле (или Тулле) и освятил строящийся там дворец. Следующий по пути продвижения ассирийского войска город Кибаку не оказал сопротивления и принёс дань. Зато город Матиату, расположенный выше по течению Тигра, отказался повиноваться Ашшурнацирапалу и был покорён ассирийцами. 2800 защитников города пало и много попало в плен. Такая же судьба постигла город Бунну в стране Мацула и два его окрестных города. Приняв дань страны Хабхи, и города Шура, и покорив город Маранзу, Ашшурнацирапал подошёл к городу Матара (совр. Матра) — столице царя Лаптуру сына Тубусу. Это был сильно укреплённый город, имеющий 4 стены, и ассирийцы вынуждены были перейти к осаде. Испугавшись предстоящих лишений, жители Матара покорились. Город был снесён, а над населением Ашшурнацирапал поставил окружных начальников и наложил на него подати и дань.
Затем, освятив дворец в Тушхане, Ашшурнацирапал II переправился через Тигр на его левый берег и подошёл к столице диррайцев городу Питуре, обнесённому двумя стенами. В ходе сражения, в котором 800 неприятельских воинов пало и много было захвачено в плен, Питура была взята. В качестве устрашения для оставшегося в живых населения Ашшурнацирапал приказал посадить 700 человек на колья перед городскими воротами. После чего ассирийцы взяли г. Кукуну и ещё 40 поселений страны диррайцев. Вторгшись в страну внутренняя Хабху, ассирийцы покорили г. Арбаку (совр. Арвах в долине р. Бохтан). Население бежало в горы. Ассирийцы последовали за ними и учинили им бой. Тысяча неприятельских воинов пало в этом сражении, двумстам человекам ассирийцы отрубили кисти рук, две тысячи было угнано в плен. Вслед за этим было покорено и разрушено ещё 250 поселений страны Наири.
В это время в Бит-Замани против царя Аммебала восстали его вельможи и убили его. Это был прекрасный повод для ассирийского царя, чтобы вмешаться во внутренние дела Бит-Замани. Однако восставшие не посмели сопротивляться ассирийскому царю и решили умилостивить его богатыми дарами. Ассирийцам были переданы 40 колесниц, 460 упряжных лошадей, 2 таланта серебра, 2 таланта золота, 100 талантов свинца (3030 кг), 100 талантов бронзы (3030 кг), 300 талантов железа (9090 кг), бронзовые сосуды и чаши, сестру Аммебалы и дочерей его вельмож с богатым приданым. С Бурраманы, виновного в убийстве царя и захватившего престол, была содрана кожа, а права на царство были переданы Илану, его брату. Население Бит-Замани было обложено тяжёлой данью. Затем Ашшурнацирапал II отнял у Арамеса крепости Синабу и Тиду, основанные ещё Салманасаром I, причём 1500 арамеев было захвачено в плен и уведено в Ассирию. При возвращении из Наири ассирийцы покорили г. Шура в стране Ханигальбат. 900 защитников города пало, а 2 тысячи было уведено в полон. Город Шура был включён в состав Ассирии.

### Поход к Средиземному морю
Расширив таким образом свои границы на востоке и закрепив завоёванные территории на севере, Ашшурнацирапал II устремил свой взор на запад. Туда в том же 879 году до н. э. он направляет свой следующий, 6-й по счёту поход. Целью этого похода было подавить выступление мятежного арамейского племени Бит-Халупи (или Бат-Хадипли), обитавшего на реке Хабур. Осуществив это, Ашшурнацирапал спустился по течению Хабура к Евфрату. Все арамейские царьки поспешили принести дань, кроме царя Сухи Шадуду. Последнего поддерживал вавилонский царь Набу-апла-иддин, считавший Сухи своей провинцией. Однако вавилонское войско было разбито и спорная территория закреплена за Ассирией. Шадуду бежал на правый берег Евфрата. Тогда правобережные арамеи с Бит-Адини во главе начали против Ассирии войну. Племена Лаки, Хиндану, Сухи двинулись в Месопотамию. В ходе своего 7-го похода Ашшурнацирапалу удалось разгромить их и ассирийцы вторглись в земли этих племён (878). Вождь восставших бежал в Бит-Адини.
Восьмой поход (877 год до н. э.) был направлен против источника смут — арамейского княжества Бит-Адини, расположенного между реками Белихом и Евфратом. Ашшурнацирапал II овладел штурмом могучей крепостью Капраби и учинил жестокую резню её защитников. Правитель Бит-Адини Ахуни подчинился Ассирии, уплатил дань и обязался поставлять Ашшурнацирапалу войско. Теперь Ассирии была открыта дорога к Средиземному морю.
Туда и был снаряжён 9-й поход (876 год до н. э.). Переправившись через Евфрат при помощи плотов из надувных мехов, ассирийское войско вошло в Каркемиш — столицу небольшого, но богатого царства. Царь Каркемиша, потомок хеттских властителей Сангара, покорился без боя и уплатил огромную дань изделиями из золота, 20 талантов серебра (606 кг), 100 талантов (3030 кг) меди и 250 талантов (7575 кг) железа. Кроме того ассирийскому царю были преподнесены ложа и кресла из самшита, дорогие одежды, пурпурная шерсть, бивни слонов и много других ценных даров.
В дальнейшем Ашшурнацирапал II также не встретил сопротивления. Его поход был подобен триумфальному шествию. Цари и князья Сирии и Финикии торопились откупиться от ассирийцев дарами и покорно предоставляли свои войска в распоряжение царя Ассирии. Так, в 868 году до н. э. ассирийцы принудили платить дань Тир, Сидон и другие города Ханаана. Перейдя Оронт, Ашшурнацирапал превратил г. Арибуа в ассирийскую военную колонию, призванную защищать пути к Средиземному морю. Затем он поставил себе стелу у р. Нахр-Эль-Кельба, рядом с рельефом египетского фараона Рамсеса II. На ней были высечены слова, что Ашшур-нацир-апал по древнему обычаю омыл своё оружие в водах Средиземного моря и принял дань от царей Тира, Сидона, Библа, Махаллата, Маица, Кайца в стране Амурру и Арада (Арвада).
О Дамаске, бывшем в то время мощным торговым и вольным городом-государством, Ашшурнацирапал II не упоминает. Он умышленно двигался на запад северным путём, чтобы обойти владения Дамаска, не желая вступать в борьбу с могущественным гегемоном Сирии. С огромной добычей и кедрами, нарубленными в горах Ливана и Амана Ашшурнацирапал вернулся в Ассирию. У Ашшурнацирапала впервые встречается упоминание о халдеях, поселившихся в южной Вавилонии, в районе болот и озёр вдоль нижнего течения Тигра и Евфрата. В анналах Ашшур-нацир-апала говорится —«Успехи моего оружия наполнили ужасом земли халдеев».

### Перенос столицы

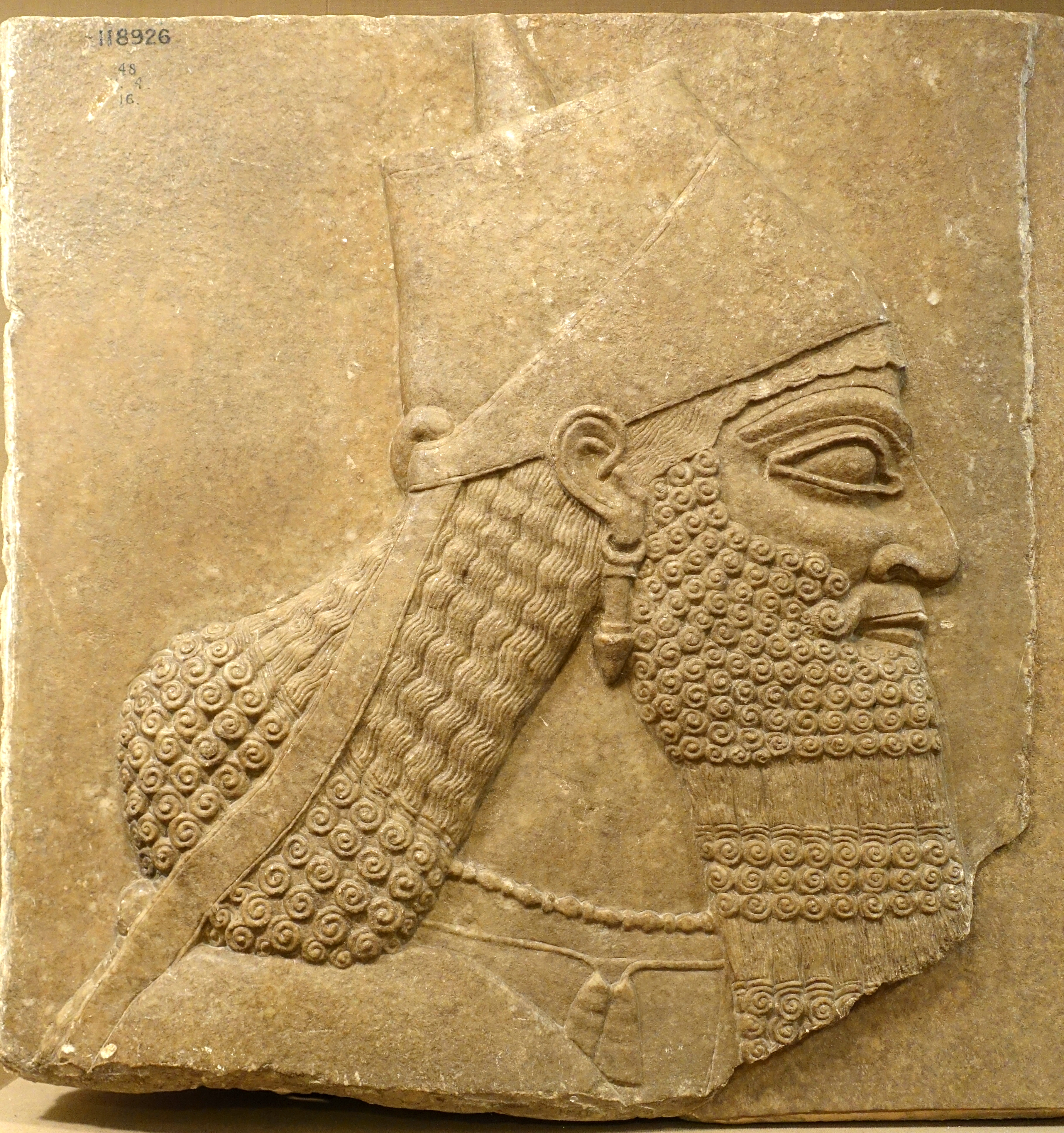
Рельеф с изображением Ашшурнацирапала II из его дворца в Кальху. Музей Восточного института Чикагского университета.

Ашшурнацирапал II решил перенести свою резиденцию из Ашшура в новое место. Он обратил внимание на старинное местечко Калах (Кальху), стоящее на реке Тигр, выше впадения в него Большого Заба. Оно было основано ещё Салманасаром I, но построенный здесь дворец ко времени Ашшурнацирапала разрушился. Ашшур-нацир-апал предпринял в Кальху обширные строительные работы. Старые здания были снесены, а на их месте воздвигнуты великолепный царский дворец, храмы богам и высокий зиккурат.

### Подавление восстания Илану
Энергия и страшная жестокость, которая сопровождала все походы Ашшурнацирапала II, возымели действие, почти все царствование этого ассирийского царя после его 9-го похода прошло в мире.
В 866 году до н. э. Ашшурнацирапалу II пришлось подавлять большое восстание на северо-западе своей страны. Во главе восставших стоял царь Бит-Замани Илану. Выступив 20 улулу (август — сентябрь) из Кальху, Ашшурнацирапал в городе Хузирине (близ соврем. Даръа, восточнее Мардина), в стране Кепани (буквально «Страна надзирателей») принял дань царя Ицаллы Итти, царя Алзи Гиридаду и царя Куммаха Катазилу. Затем, поднявшись вверх по Евфрату, ассирийцы подошли к поселениям стран Ашша и Хабху, расположенных, как говорится в анналах, «перед страной Хатти» (то есть на границе с бывшей Хеттской империей). Тут ассирийцы покорили города Умалиа и Хирану со 150-ю окрестными поселениями, и двинулись на восток к Бит-Замани, по дороге завоёвывая страны Дирриа, Маллану, Замба. Хабху выразила покорность. Между тем Илану захватил город Дандамусу, ранее принадлежащий ассирийцам, укрепил его и приготовился к сопротивлению.
Несмотря на приготовления, ассирийцы осадили город и взяли его. 600 воинов Илану пало в сражении. 400 воинов попало в руки ассирийцев живыми, 3000 жителей было уведено в плен. В Амеду, столице Бит-Замани, Ашшурнацирапал II устроил страшные казни. Часть населения была обезглавлена, а головы сложены у ворот города в кучи, часть людей была посажена вокруг города на колья. Затем Ашшурнацирапал двинулся против царя Луантуру сына Тубусу и осадил его резиденцию город Уда. Овладев с помощью подкопа и осадных орудий городом, ассирийцы убили 1400 воинов, 580 воинов попало в их руки живыми, 3000 жителей было уведено в рабство. Попавших в его руки воинов Ашшурнацирапал приказал посадить на колья вокруг города, а некоторым он выколол глаза.

### Конец царствования
Ашшурнацирапал II правил 25 лет.

#### Итоги царствования
Азимов Айзек. «Ближний Восток»:

Он практически завершил уничтожение арамейских княжеств на всем пути до Средиземноморья, закончив труды двух своих предшественников. Он восстановил процветание Ассирии и выстроил вновь заброшенный город Калах, сделав его ещё раз столицей царства. В Калахе он воздвиг для себя дворец — одно из первых ассирийских сооружений, раскрытых современными археологами. (Дворец был раскопан в 1845—1851 гг.)
От него осталось достаточно сооружений и ценностей, чтобы оценить его великолепие. Он занимает площадь почти в 2,5 га и украшен барельефами в необычайно реалистическом стиле. Многие показывают охоту Ашшурбанипала на львов. Царь изображен мужчиной с сильными, но довольно грубыми чертами. Охота всегда считалась королевским спортом, но мало было королей, так увлеченных ею, как ассирийские монархи. Эта увлеченность вошла в пословицы. Библия описывает Нимруда расхожим определением: «Могучий зверолов перед Господом» (Быт. 10:9).
Барельефы, изображающие копей и колесницы, управляемые сильной рукой Ашшурнасирпала, поражающего львов стрелами, восхитительны, даже прекрасны. Животные — сплошные мускулы, ярость и эмоции. Вряд ли можно найти в мировом искусстве более реалистическое изображение страданий животных, чем ассирийские резные рельефные изображения раненых львов.
Но они выражают каким-то образом наслаждение страданиями животных, напоминающее нам, что Ашшурнасирпал II знаменит или, скорее, позорно знаменит кое-чем, очень далеким от искусства. Ему, более чем любому другому ассирийцу, обязана эта нация своей репутацией в истории. Он наполнил четверть столетия своего правления жестокостями, которые оставались непревзойденными до появления Гитлера.
Жестокости эти особенно тесно связаны с новым способом осадной войны. Ашшурнасирпал II весьма эффективно использовал осадные устройства и ценил их достаточно высоко, чтобы оставить изображения на своих надписях. Он взял естественную склонность штурмующих армий к жестокостям и поднял её до преднамеренной политики террора, почти невероятного для любого века, кроме XX, который был свидетелем деяний нацистской Германии.
Когда армия Ашшурнасирпала II захватывала город, смерть от пыток становилась рядовым явлением. Головы отрубались во множестве, из них складывали пирамиды. С людей сдирали кожу, их сажали на колья, распинали, закапывали заживо.
Все это могло входить в обдуманный план повышения ассирийской мощи. Можно представить себе, что монарх утверждал, что путём такой политики террора города можно убедить сдаться без осады или, ещё лучше, вообще не устраивать восстаний. В конечном счете, мог бы сказать Ашшурнасирпал II, общее кровопролитие и страдания уменьшатся, так что жестокости войны станут, в сущности, благом. (Ястребы войны твердят об этом и в наше время.)
Тем не менее, тот факт, что Ашшурнасирпал II с торжеством подробно описал свои деяния в надписях, иллюстрированных барельефами, тот факт, что он явно наслаждался зрелищем пыток, несомненно, разоблачает его как садиста. Он совершал свои злые деяния, потому что получал от них удовольствие.
В краткосрочной перспективе политика Ашшурнасирпала II была успешной. Он расширил империю и поставил её на прочное основание. Скончался он в мире и, возможно, с утешительным чувством, что хорошо поработал.
В долгосрочной перспективе, однако, он потерпел неудачу. Он сделал имя ассирийцев ненавистным и отвратительным. Такого успеха не добивался ни один завоеватель до Адольфа Гитлера. Позднейшие ассирийские монархи никоим образом не были столь порочными, как Ашшурнасирпал II, некоторые из них были даже просвещенными и порядочными человеческими существами. Но благодаря Ашшурнасирпалу II клеймо садизма прилипло к ним всем, и ни один из них не знал мира. В остальное время, оставленное Ассирии, её история состояла из подавления восстаний, ибо ни один народ не мог долго оставаться её мирным подданным.
И когда, после двух с половиной столетий непрестанных войн, Ассирия была в конце концов побеждена, поражение было окончательным. Другие нации могли склониться, пережить поражение и возродиться. До Ашшурнасирпала II Ассирии самой это не раз удавалось. Но когда она вновь пала, после Ашшурнасирпала II, она была раздавлена полностью и стерта с лица земли.
— Азимов Айзек. «Ближний Восток»